# Solenopsis maxillosa
Solenopsis maxillosa är en myrart som beskrevs av Carlo Emery 1900. Solenopsis maxillosa ingår i släktet eldmyror, och familjen myror. Inga underarter finns listade i Catalogue of Life.